# Pteris treubii
Pteris treubii là một loài dương xỉ thuộc họ Pteridaceae. Loài này được Cornelis Rugier Willem Karel van Alderwerelt van Rosenburgh mô tả khoa học đầu tiên năm 1908.